# محدوده آکتاو
محدوده آکتاو (انگلیسی: Aktau Range) یک منطقه کوهستانی از تاجیکستان است. این محدوده در غرب تاجیکستان در جنوب حصار (تاجیکستان) قرار دارد.